# Христианское чтение
«Христиа́нское чте́ние» (до 1918 года — «Христіанское Чтеніе») — российский православный научно-богословский журнал Санкт-Петербургской духовной академии.

## История журнала
Журнал «Христианское чтение» был основан в 1821 году по предложению ректора Санкт-Петербургской духовной академии архимандрита Григория (Постникова). Вопрос учреждения журнала обсуждался на нескольких заседаниях конференции академии — 10, 17 и 24 октября 1820 года.  В первый состав редакции вошли девять человек, не считая ректора академии: ректор Санкт-Петербургской духовной семинарии архимандрит Поликарп (Гойтанников), инспектор архимандрит Нафанаил (Павловский), профессор еврейского языка протоиерей Герасим Павский, профессор по классу физики и математики Василий Иванович Себржинский, профессор философии Иродион Яковлевич Ветринский, бакалавр греческого языка Гавриил Иоаннович Меглицкий, бакалавр греческого и немецкого языков Иоанн Михайлович Певницкий, бакалавр гражданской истории Василий Владимирович Оржевский.
Журнал стал первым ежемесячно издаваемым органом русского духовного учёного мира. Намерение издавать журнал преследовало цель через изложение христианского учения противодействовать распространению в обществе мистических и масонских течений. После утверждения проекта журнала Комиссией духовных училищ в январе 1821 года вышел первый номер.
К 1860-м годам, когда Россия переживала период реформ и преобразований, строгая научно-богословская тематика академического журнала стала маловостребованной. Количество подписчиков «Христианского чтения» значительно уменьшилось, и дело шло к закрытию издания. Однако благодаря инициативам ректора академии протоиерея Иоанна Янышева журнал удалось не только сохранить, но и сделать актуальным и интересным для читателя. В конце 1860-х — начале 1870-х гг. в «Христианском чтении» появились новые рубрики: «Обозрение внутренней жизни», «Вести с Востока», «Летопись заграничной жизни» и новые авторы, например: протоиерей Арсений Судаков.
С 1875  года при академии был учреждён ещё один церковно-общественный и публицистический журнал — «Церковный вестник», который выходил еженедельно, а «Христианское чтение» фактически стало ежемесячным к нему «Приложением», вновь приобретя форму сугубо научного издания, без новостных заметок и публицистических обзоров, которые печатались в нём с 1860-х годов.
В течение всего дореволюционного периода журнал издавался ежемесячно с 1821 по 1874 гг. и с 1897 по 1916  гг., а с 1875 по 1896  гг. — один раз в два месяца. С 1821 по 1847  гг. все ежемесячные журналы прошивались в 4 тома по три номера в каждом. Каждый том имел своё оглавление и свою нумерацию. С 1848 по 1917 гг. номера прошивались в два тома. Исключение составили лишь издания за 1863–1864 и 1872–1874 гг., когда номера журнала прошивались в 3 тома по четыре номера в каждом. Таким образом, за весь период издания с 1821 по 1917 г. всего было выпущено 248 томов журнала.
В начале XX века материальное положение «Христианского чтения» серьезно ухудшилось. С 1906 года журнал стал убыточным. Тираж с 3200 экземпляров в 1906 году сократился до 1150 экземпляров в 1915 г. Число платных подписчиков с 2574 снизилось до 647. Число бесплатных подписчиков также сократилось с 400 до 300. Доход от подписки в 1906 г. составил 10433 руб., а расход по изданию — 14292 руб. По мере сокращения издания уменьшался как доход, так и расход, и в 1915 году доход составил лишь 2665 руб., а расход 9000 руб. Всего же за 10 лет доход от журнала составил 52437 руб., а расход — 106308 руб., то есть убыток составил 53871 руб. В 1913 году Совет академии обратился с ходатайством в Св. Синод о выделении ежегодно, начиная с 1914 года, на издание «Христианского чтения» субсидии в размере не менее 7000 руб. Однако Св. Синод отказал «ввиду крайней ограниченности средств духовно-учебного капитала».
В 1916 году Св. Синод, признавая важность и необходимость продолжения издания «Христианского чтения», как научно-богословского академического органа и старейшего духовного журнала России, назначил на издание журнала единовременное пособие в размере 6000 руб. Несмотря на трудности, «Христианское чтение» продолжало выходить в течение 1916–1917 гг. В 1918 году редакция была вынуждена прекратить свою деятельность из-за отсутствия средств.
По словам Сергея Чапнина: 

Если бы не революция, он в 1921 году отметил бы своё столетие. Ни одно периодическое издание России, ни знаменитая „Литературная газета“ Пушкина, ни издания славянофилов, ни либеральные издания не могли похвастаться таким длительным периодом выхода. Церковная журналистика в XIX веке была на самых передовых рубежах. Сначала появились журналы, потом, в 60-е годы, епархиальные газеты».

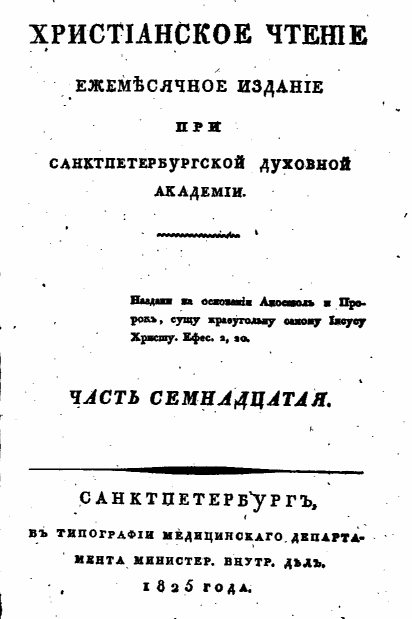
Христианское чтение.
Часть семнадцатая. 1825 год.

Последние дореволюционные номера «Христианского чтения» вышли в 1917 году.
Издание журнала возобновилось Санкт-Петербургской духовной академией в 1991 году. Главным редактором стал иеромонах Сергий (Кузьмин).
В 1993 году главным редактором «Христианского чтения» был назначен протоиерей Владимир Мустафин, ныне профессор кафедры богословия, Почетный доктор (honoris causa) Санкт-Петербургской духовной академии. За 15 лет, которые о. Владимир провел в этой должности, было издано 22 номера журнала.
6 октября 2008 года ректором Санкт-Петербургской Православной Духовной Академии назначен епископ Гатчинский Амвросий (Ермаков). По дореволюционной традиции новый ректор стал главным редактором журнала, и перед редакцией была поставлена задача по вхождению «Христианского чтения» в перечень ВАК.
Ответственным редактором журнала становится священник Димитрий Юревич.
В 2009 году вышло два номера журнала, в 2010 году — четыре объемом около 200 страниц каждый. С 2011 года издается по шесть номеров в год (за исключением 2013 г.). С 2009 года на сайте электронного архива журнала размещаются электронные версии журнала в формате pdf. Размещены номера журнала за 1868—1917 гг. и 1990—2017 годы. В архиве имеется каталог по номерам и алфавитный каталог.
В августе 2013 года журнал включен в систему Российского индекса научного цитирования (РИНЦ), договор № 476-08/2013 от 07.08.2013 г.
29 декабря 2015 года трудами ответственного редактора, проректора по научно-богословской работе священника Игоря Иванова журнал был включен в перечень ВАК («Перечень рецензируемых научных изданий, в которых должны быть опубликованы основные научные результаты на соискание ученой степени кандидата наук, на соискание ученой степени доктора наук») по группам специальностей: 26.00.01 – Теология (теология), 07.00.02 – Отечественная история (исторические науки), 09.00.03 – История философии (философские науки).
14 июля 2018 года исполняющим обязанности главного редактора назначен ответственный редактор журнала священник Игорь Иванов.
28 декабря 2018 года приказом ректора СПбДА епископа Петергофского Серафима (Амельченкова) главным редактором "Христианского чтения" назначен священник Игорь Иванов, кандидат философских наук, доцент, заведующий кафедрой иностранных языков СПбДА, доцент кафедры богословия СПбДА.
15 июня 2020 году была сформирована новая редакционная коллегия в составе: епископ Петергофский Силуан (Никитин) (главный редактор), протоиерей Константин Костромин (заместитель главного редактора), А. В. Петров (научный редактор), И. Б. Гаврилов (тематический редактор), Д. В. Волужков (ответственный редактор).
29 июля 2025 году журнал включен в Russian Science Citation Index (RSCI) и в ядро Российского индекса научного цитирования (РИНЦ).

## Редакторы
В период с 1821 по 1871 гг. обязанности редактора журнала исполняли ректоры Санкт-Петербургской духовной академии:
- епископ Григорий (Постников) — с февраля 1819 по январь 1826 гг.;
- архимандрит Иоанн (Доброзраков) — с января 1826 по август 1830 гг.;
- архимандрит Смарагд (Крыжанвоский) — с августа 1830 по ноябрь 1831 гг.;
- архимандрит Венедикт (Григорович) — с ноября 1831 по июнь 1833 гг.;
- архимандрит Виталий (Щепетов) — с июня 1833 по июнь 1837 гг.;
- архимандрит Николай (Доброхотов) — с июля 1837 по апрель 1841 гг.;
- епископ Афанасий (Дроздов) — с апреля 1841 по январь 1847 гг.;
- епископ Евсевий (Орлинский) — с января 1847 по декабрь 1850 гг.;
- епископ Макарий (Булгаков) — с декабря 1850 по май 1857 гг.;
- архимандрит Феофан (Говоров) — с июня 1857 по май 1859 гг.;
- епископ Нектарий (Надеждин) — с июля 1859 по сентябрь 1860 гг.;
- епископ Иоанникий (Руднев) — с октября 1860 по январь 1864 гг.;
- епископ Иоанн (Соколов) — с марта 1864 по ноябрь 1866 гг.;
- протоиерей Иоанн Леонтьевич Янышев — с ноября 1866 по октябрь 1883 гг.

Начиная с 1871 года должность редактора стала выборной, избрание проходило посредством тайного голосования на общем собрании наставников Академии. В этот период пост редактора журнала занимали профессора академии:
- профессор Иван Васильевич Чельцов — с 27 сентября 1871 по май 1874 гг.
- профессор Андрей Иванович Предтеченский — с 13 мая 1874 по 1881 гг.
- ординарный профессор Иван Егорович Троицкий — с 1881 по 1890 гг.
- профессор Александр Иванович Садов — с 1 января 1891 по 31 декабря 1892 гг.
- профессор Александр Павлович Лопухин — с 1893 по 1902 гг.
- профессор Петр Семенович Смирнов — с 1903 по 1911 гг.
- профессор Николай Иванович Сагарда — с 1912 по 1917 гг.